# Marwan Mohsen
Marwan Mohsen (in arabo مروان محسن‎?; Il Cairo, 26 febbraio 1989) è un calciatore egiziano, attaccante del Future.

## Caratteristiche tecniche
Terminale offensivo della manovra d'attacco, possente fisicamente ed efficace nel gioco aereo. In grado di fare reparto da solo, risulta inoltre prezioso nella costruzione della manovra grazie alla sua attitudine nel gioco di sponda e nella protezione del pallone, favorendo così l'inserimento dei compagni dalle retrovie.

## Carriera

### Club
Il 10 luglio 2014 lascia il Petrojet dopo cinque stagioni, accasandosi per tre anni al Gil Vicente, in Portogallo. Esordisce nella massima serie portoghese il 27 gennaio 2013 contro il Vitória Setúbal. Poco impiegato dal tecnico José Mota, terminerà l'annata - conclusasi con la retrocessione in seconda serie - con 26 presenze complessive (di cui solo 11 da titolare), segnando 2 reti, entrambe in Coppa di Portogallo.
Il 15 luglio 2015 torna in Egitto a parametro zero, firmando un triennale con l'Ismaily. Il 21 luglio 2016 passa all'Al-Ahly, firmando un contratto valido per cinque stagioni.
Nel 2020 contribuisce ad uno storico treble, vincendo campionato, coppa nazionale e la CAF Champions League.

### Nazionale

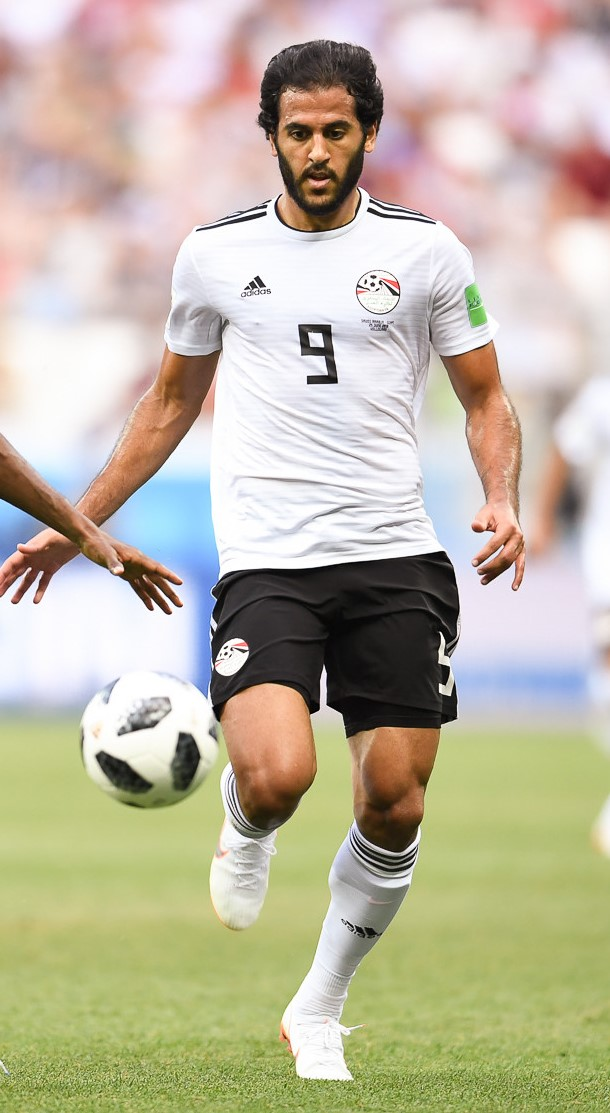
Mohsen in azione con la maglia dei Faraoni nel 2018.

Esordisce con i Faraoni il 3 settembre 2011 contro la Sierra Leone (partita persa 2-1) da titolare, incontro valido per le qualificazioni alla Coppa d'Africa 2012, segnando la rete del momentaneo pareggio egiziano. Lascia poi il terreno di gioco al 30' della ripresa al posto di Omar Gaber.
Nel 2012 prende parte alle Olimpiadi di Londra con la selezione olimpica. Il 4 gennaio 2017 il CT Héctor Cúper lo inserisce nella lista dei 23 convocati che prenderanno parte alla Coppa d'Africa 2017 per sopperire all'assenza di Basem Morsi, escluso per motivi di natura disciplinare. Complici le pessime condizioni del terreno di gioco, durante la sfida con il Marocco si infortuna gravemente il legamento crociato anteriore del ginocchio destro, subendo uno stop di sei mesi.
Il 4 giugno 2018 viene incluso nella lista dei 23 convocati per il campionato del mondo 2018. Prende parte da titolare ai tre incontri della fase a gironi, al termine della quale l'Egitto viene l'eliminato dalla competizione. L'11 giugno 2019 viene incluso dal CT Javier Aguirre nella lista definitiva dei 23 convocati per la fase finale della Coppa d'Africa 2019, disputata in Egitto. Il cammino della squadra si interrompe agli ottavi di finale contro il Sudafrica.

## Statistiche

### Presenze e reti nei club
Statistiche aggiornate al 20 dicembre 2023.
| Stagione        | Squadra         | Campionato      | Campionato | Campionato | Coppe nazionali | Coppe nazionali | Coppe nazionali | Coppe continentali | Coppe continentali | Coppe continentali | Altre coppe | Altre coppe | Altre coppe | Totale | Totale |
| Stagione        | Squadra         | Comp            | Pres       | Reti       | Comp            | Pres            | Reti            | Comp               | Pres               | Reti               | Comp        | Pres        | Reti        | Pres   | Reti   |
| --------------- | --------------- | --------------- | ---------- | ---------- | --------------- | --------------- | --------------- | ------------------ | ------------------ | ------------------ | ----------- | ----------- | ----------- | ------ | ------ |
| 2009-2010       | Petrojet        | PL              | 1          | 0          | CE              | 3               | 1               | CC                 | 1                  | 0                  | -           | -           | -           | 5      | 1      |
| 2010-2011       | Petrojet        | PL              | 24         | 4          | CE              | 2               | 2               | -                  | -                  | -                  | -           | -           | -           | 26     | 6      |
| 2011-2012       | Petrojet        | PL              | 11         | 3          | -               | -               | -               | -                  | -                  | -                  | -           | -           | -           | 11     | 3      |
| 2012-2013       | Petrojet        | PL              | 11         | 2          | CE              | 2               | 1               | -                  | -                  | -                  | -           | -           | -           | 13     | 3      |
| 2013-2014       | Petrojet        | PL              | 15+3       | 4+1        | CE              | 1               | 0               | -                  | -                  | -                  | -           | -           | -           | 19     | 5      |
| Totale Petrojet | Totale Petrojet | Totale Petrojet | 62+3       | 13+1       |                 | 8               | 4               |                    | 1                  | 0                  |             | -           | -           | 74     | 18     |
| 2014-2015       | Gil Vicente     | PL              | 20         | 0          | CP+CdL          | 3+3             | 2+0             | -                  | -                  | -                  | -           | -           | -           | 26     | 2      |
| 2015-2016       | Ismaily         | PL              | 32         | 14         | CE              | 1               | 0               | -                  | -                  | -                  | -           | -           | -           | 33     | 14     |
| 2016-2017       | Al-Ahly         | PL              | 9          | 1          | CE+CE           | 3+0             | 0               | CCL+CCL            | 1+0                | 0                  | SE          | 0           | 0           | 13     | 1      |
| 2017-2018       | Al-Ahly         | PL              | 7          | 3          | CE              | 2               | 0               | ACC+CCL            | 0+4                | 1                  | SE          | 0           | 0           | 13     | 4      |
| 2018-2019       | Al-Ahly         | PL              | 16         | 6          | CE              | 0               | 0               | ACC+CCL            | 3+7                | 1+2                | SE          | 1           | 0           | 27     | 9      |
| 2019-2020       | Al-Ahly         | PL              | 24         | 7          | CE              | 5               | 0               | CCL                | 9                  | 2                  | SE          | 0           | 0           | 38     | 9      |
| 2020-2021       | Al-Ahly         | PL              | 16         | 0          | CE              | 1               | 0               | CCL                | 5                  | 1                  | SE+SA+Cmc   | 0+0+2       | 0           | 24     | 1      |
| Totale Al-Ahly  | Totale Al-Ahly  | Totale Al-Ahly  | 72         | 17         |                 | 11              | 0               |                    | 29                 | 7                  |             | 3           | 0           | 115    | 24     |
| 2021-2022       | Future          | PL              | 17         | 4          | CE              | 0               | 0               | -                  | -                  | -                  | -           | -           | -           | 17     | 4      |
| 2022-2023       | Future          | PL              | 24         | 6          | CE              | 0               | 0               | CC                 | 10                 | 2                  | -           | -           | -           | 34     | 8      |
| 2023-2024       | Future          | PL              | 7          | 2          | CE              | 0               | 0               | CC                 | 6                  | 1                  | SE          | 0           | 0           | 13     | 3      |
| Totale Future   | Totale Future   | Totale Future   | 48         | 12         |                 | 0               | 0               |                    | 16                 | 3                  |             | 0           | 0           | 64     | 15     |
| Totale carriera | Totale carriera | Totale carriera | 237        | 57         |                 | 26              | 6               |                    | 46                 | 10                 |             | 3           | 0           | 312    | 73     |

### Cronologia presenze e reti in nazionale
| Cronologia completa delle presenze e delle reti in nazionale ― Egitto | Cronologia completa delle presenze e delle reti in nazionale ― Egitto | Cronologia completa delle presenze e delle reti in nazionale ― Egitto | Cronologia completa delle presenze e delle reti in nazionale ― Egitto | Cronologia completa delle presenze e delle reti in nazionale ― Egitto | Cronologia completa delle presenze e delle reti in nazionale ― Egitto | Cronologia completa delle presenze e delle reti in nazionale ― Egitto | Cronologia completa delle presenze e delle reti in nazionale ― Egitto |
| Data                                                                  | Città                                                                 | In casa                                                               | Risultato                                                             | Ospiti                                                                | Competizione                                                          | Reti                                                                  | Note                                                                  |
| --------------------------------------------------------------------- | --------------------------------------------------------------------- | --------------------------------------------------------------------- | --------------------------------------------------------------------- | --------------------------------------------------------------------- | --------------------------------------------------------------------- | --------------------------------------------------------------------- | --------------------------------------------------------------------- |
| 3-9-2011                                                              | Freetown                                                              | Sierra Leone                                                          | 2 – 1                                                                 | Egitto                                                                | Qual. Coppa d'Africa 2012                                             | 1                                                                     | 75’                                                                   |
| 8-10-2011                                                             | Il Cairo                                                              | Egitto                                                                | 3 – 0                                                                 | Niger                                                                 | Qual. Coppa d'Africa 2012                                             | 2                                                                     | 81’                                                                   |
| 11-5-2012                                                             | Tripoli                                                               | Libano                                                                | 1 – 4                                                                 | Egitto                                                                | Amichevole                                                            | -                                                                     | 46’                                                                   |
| 15-8-2012                                                             | Salalah                                                               | Oman                                                                  | 1 – 1                                                                 | Egitto                                                                | Amichevole                                                            | -                                                                     | 77’                                                                   |
| 28-12-2012                                                            | Doha                                                                  | Qatar                                                                 | 0 – 2                                                                 | Egitto                                                                | Amichevole                                                            | -                                                                     | 64’                                                                   |
| 10-1-2013                                                             | Abu Dhabi                                                             | Ghana                                                                 | 3 – 0                                                                 | Egitto                                                                | Amichevole                                                            | -                                                                     | 81’                                                                   |
| 14-1-2013                                                             | Abu Dhabi                                                             | Costa d'Avorio                                                        | 4 – 2                                                                 | Egitto                                                                | Amichevole                                                            | -                                                                     | 25’                                                                   |
| 29-1-2016                                                             | Aswan                                                                 | Egitto                                                                | 2 – 0                                                                 | Libia                                                                 | Amichevole                                                            | -                                                                     | 61’                                                                   |
| 27-2-2016                                                             | Alessandria d'Egitto                                                  | Egitto                                                                | 2 – 0                                                                 | Burkina Faso                                                          | Amichevole                                                            | -                                                                     | 46’                                                                   |
| 25-3-2016                                                             | Kaduna                                                                | Nigeria                                                               | 1 – 1                                                                 | Egitto                                                                | Qual. Coppa d'Africa 2017                                             | -                                                                     | 61’                                                                   |
| 29-3-2016                                                             | Alessandria d'Egitto                                                  | Egitto                                                                | 1 – 0                                                                 | Nigeria                                                               | Qual. Coppa d'Africa 2017                                             | -                                                                     | 70’                                                                   |
| 4-6-2016                                                              | Dar es Salaam                                                         | Tanzania                                                              | 0 – 2                                                                 | Egitto                                                                | Qual. Coppa d'Africa 2017                                             | -                                                                     | 64’                                                                   |
| 8-1-2017                                                              | Il Cairo                                                              | Egitto                                                                | 1 – 0                                                                 | Tunisia                                                               | Amichevole                                                            | 1                                                                     | 46’                                                                   |
| 17-1-2017                                                             | Port-Gentil                                                           | Mali                                                                  | 0 – 0                                                                 | Egitto                                                                | Coppa d'Africa 2017 - 1º turno                                        | -                                                                     | 77’                                                                   |
| 21-1-2017                                                             | Port-Gentil                                                           | Egitto                                                                | 1 – 0                                                                 | Uganda                                                                | Coppa d'Africa 2017 - 1º turno                                        | -                                                                     |                                                                       |
| 25-1-2017                                                             | Port-Gentil                                                           | Egitto                                                                | 1 – 0                                                                 | Ghana                                                                 | Coppa d'Africa 2017 - 1º turno                                        | -                                                                     | 56’ 70’                                                               |
| 29-1-2017                                                             | Port-Gentil                                                           | Egitto                                                                | 1 – 0                                                                 | Marocco                                                               | Coppa d'Africa 2017 - Quarti di finale                                | -                                                                     | 43’                                                                   |
| 23-3-2018                                                             | Zurigo                                                                | Portogallo                                                            | 2 – 1                                                                 | Egitto                                                                | Amichevole                                                            | -                                                                     | 62’                                                                   |
| 27-3-2018                                                             | Zurigo                                                                | Egitto                                                                | 0 – 1                                                                 | Grecia                                                                | Amichevole                                                            | -                                                                     | 66’                                                                   |
| 25-5-2018                                                             | Madinat al-Kuwait                                                     | Kuwait                                                                | 1 – 1                                                                 | Egitto                                                                | Amichevole                                                            | -                                                                     | 78’                                                                   |
| 1-6-2018                                                              | Bergamo                                                               | Egitto                                                                | 0 – 0                                                                 | Colombia                                                              | Amichevole                                                            | -                                                                     | 63’                                                                   |
| 6-6-2018                                                              | Bruxelles                                                             | Belgio                                                                | 3 – 0                                                                 | Egitto                                                                | Amichevole                                                            | -                                                                     | 56’                                                                   |
| 15-6-2018                                                             | Ekaterinburg                                                          | Egitto                                                                | 0 – 1                                                                 | Uruguay                                                               | Mondiali 2018 - 1º turno                                              | -                                                                     | 63’                                                                   |
| 19-6-2018                                                             | San Pietroburgo                                                       | Russia                                                                | 3 – 1                                                                 | Egitto                                                                | Mondiali 2018 - 1º turno                                              | -                                                                     | 82’                                                                   |
| 25-6-2018                                                             | Volgograd                                                             | Arabia Saudita                                                        | 2 – 1                                                                 | Egitto                                                                | Mondiali 2018 - 1º turno                                              | -                                                                     | 64’                                                                   |
| 8-9-2018                                                              | Alessandria d'Egitto                                                  | Egitto                                                                | 6 – 0                                                                 | Niger                                                                 | Qual. Coppa d'Africa 2019                                             | 1                                                                     | 57’                                                                   |
| 12-10-2018                                                            | Il Cairo                                                              | Egitto                                                                | 4 – 1                                                                 | eSwatini                                                              | Qual. Coppa d'Africa 2019                                             | -                                                                     | 46’                                                                   |
| 16-10-2018                                                            | Manzini                                                               | eSwatini                                                              | 0 – 2                                                                 | Egitto                                                                | Qual. Coppa d'Africa 2019                                             | 1                                                                     | 71’                                                                   |
| 16-11-2018                                                            | Alessandria d'Egitto                                                  | Egitto                                                                | 3 – 2                                                                 | Tunisia                                                               | Qual. Coppa d'Africa 2019                                             | -                                                                     | 67’                                                                   |
| 13-6-2019                                                             | Alessandria d'Egitto                                                  | Egitto                                                                | 1 – 0                                                                 | Tanzania                                                              | Amichevole                                                            | -                                                                     | 89’                                                                   |
| 16-6-2019                                                             | Alessandria d'Egitto                                                  | Egitto                                                                | 3 – 1                                                                 | Guinea                                                                | Amichevole                                                            | 1                                                                     | 60’                                                                   |
| 21-6-2019                                                             | Il Cairo                                                              | Egitto                                                                | 1 – 0                                                                 | Zimbabwe                                                              | Coppa d'Africa 2019 - 1º turno                                        | -                                                                     | 60’                                                                   |
| 26-6-2019                                                             | Il Cairo                                                              | Egitto                                                                | 2 – 0                                                                 | RD del Congo                                                          | Coppa d'Africa 2019 - 1º turno                                        | -                                                                     | 59’                                                                   |
| 30-6-2019                                                             | Il Cairo                                                              | Uganda                                                                | 0 – 2                                                                 | Egitto                                                                | Coppa d'Africa 2019 - 1º turno                                        | -                                                                     | 24’                                                                   |
| 6-7-2019                                                              | Il Cairo                                                              | Egitto                                                                | 0 – 1                                                                 | Sudafrica                                                             | Coppa d'Africa 2019 - Ottavi di finale                                | -                                                                     | 46’                                                                   |
| Totale                                                                |                                                                       | Presenze                                                              | 35                                                                    |                                                                       | Reti                                                                  | 7                                                                     |                                                                       |

## Palmarès

### Club

#### Competizioni nazionali
- Campionato egiziano: 4

Al-Ahly: 2016-2017, 2017-2018, 2018-2019, 2019-2020
- Coppa d'Egitto: 2

Al-Ahly: 2016-2017, 2019-2020
- Supercoppa d'Egitto: 1

Al-Ahly: 2017, 2018

#### Competizioni internazionali
- CAF Champions League: 2

Al-Ahly: 2019-2020, 2020-2021
- Supercoppa CAF: 1

Al-Ahly: 2021

### Individuale
- Egyptian Premier League Team of the Year: 1[20]

2015-2016